# Polistes nimpha
Espèce
Polistes nimpha, la Poliste nimpha, est une espèce d'insectes hyménoptères de la famille des Vespidae, de la sous-famille des Vespinae et du genre Polistes. C'est une des espèces de guêpes sociales des zones tempérées. 

## Synonymes
- Polistes nimphus (Christ) Auct.[1]
- Polistes opinabilis Kohl, 1898[1]
- Vespa nimphus Christ, 1791[1]

## Liste des sous-espèces
Selon BioLib (25 février 2024) :
- Polistes nimpha irakensis Gusenleitner, 1976
- Polistes nimpha nimpha (Christ, 1791)